# Giulio Einaudi
Giulio Einaudi (Torino, 2 gennaio 1912 – Magliano Sabina, 5 aprile 1999) è stato un editore italiano, fondatore della casa editrice che porta il suo nome.

## Biografia

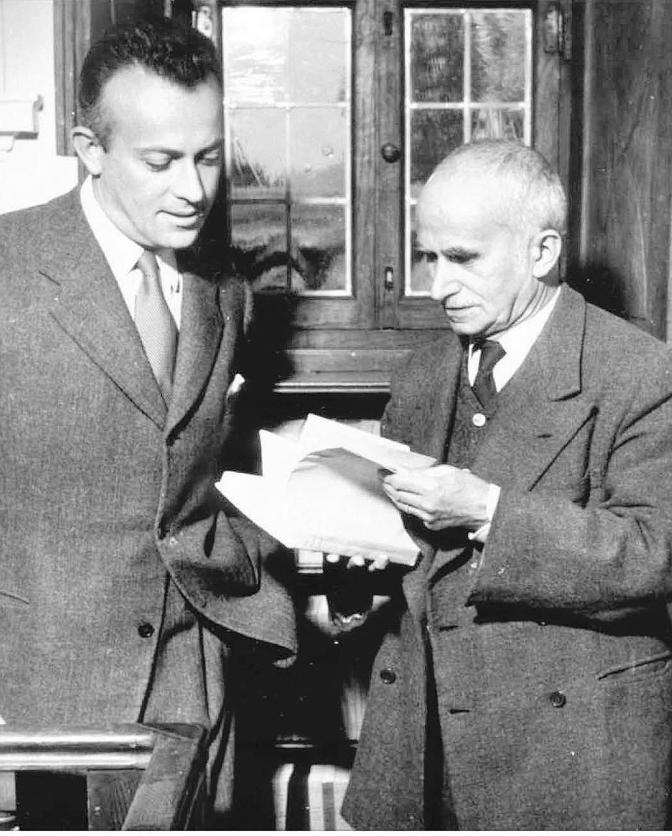
Giulio Einaudi, con il padre Luigi, nel 1951.

Nacque a Torino, figlio dell'economista Luigi Einaudi, e della moglie Ida Pellegrini, il 2 gennaio 1912, in un appartamento di via Giusti numero 4. Nel 1948 il padre divenne presidente della Repubblica Italiana. Aveva due fratelli maggiori, Roberto, ingegnere, e Mario, docente universitario, politologo e antifascista.
Frequentò a Torino il liceo classico Massimo d'Azeglio, dove fu allievo del professore antifascista Augusto Monti. Fece quindi parte di una "confraternita" di ex-allievi del liceo d'Azeglio, fra i cui membri figuravano Cesare Pavese, Leone Ginzburg, Norberto Bobbio, Massimo Mila, Vittorio Foa, Giulio Carlo Argan, Ludovico Geymonat, Franco Antonicelli ed altri.
Il 15 novembre 1933, appena ventunenne, fondò la casa editrice cui diede il proprio nome, con sede a Torino al terzo piano di Via Arcivescovado 7, nello stesso palazzo che era stato sede del settimanale L'Ordine Nuovo di Antonio Gramsci. La casa editrice, nota per il suo orientamento di sinistra, pubblicherà, tra i tanti, i libri degli autori statunitensi Lee Masters, Hemingway, Scott Fitzgerald, Arthur Miller, Schulberg, oltre agli italiani Carlo Levi, Natalia Ginzburg, Italo Calvino, Elsa Morante, Mario Rigoni Stern, Gianni Rodari, Leonardo Sciascia; gli scritti del padre Luigi Einaudi, le opere di Gramsci. 
Nell'agosto del 1943 in seguito all'intensificarsi della lotta di liberazione si autoesiliò in Svizzera, poco prima dell'armistizio dell'8 settembre, per sfuggire alle persecuzioni del regime fascista. Dopo aver trascorso qualche tempo in Svizzera, Einaudi si unì alle Brigate Garibaldi in Valle d'Aosta per continuare la lotta antifascista.
Divergenze coi collaboratori portarono in seguito al distacco di collane e collaboratori: Paolo Boringhieri, che fondò l'omonima casa editrice nota per gli argomenti scientifici e per le opere di Freud; Luciano Foà che in disaccordo per il rifiuto di pubblicare l'opera di Nietzsche si staccò dalla casa editrice per fondare con altri l'Adelphi e Carmine Donzelli, che ne fondò una propria nel 1992.
All'inizio degli anni ottanta, la situazione finanziaria della casa editrice Einaudi era in pieno passivo, finendo in amministrazione controllata. L'editore Giulio Einaudi non era più al comando, per la prima volta dalla sua fondazione, anche se rimase presente non abbandonandola nelle difficoltà. Dopo essersi lentamente ripresa, con nuovi dirigenti, la casa editrice fu venduta nel 1994 a Silvio Berlusconi, entrando nel conglomerato del Gruppo Mondadori.
Dopo 64 anni di lavoro come editore, Giulio Einaudi andò in pensione il 4 settembre 1997 all'età di 85 anni. Morì il 5 aprile 1999 all'età di 87 anni.
È sepolto nel cimitero di Dogliani.

## Vita privata
Ebbe due mogli, Clelia Grignolio e successivamente, Renata Aldrovandi, sorella di Vando e sua collaboratrice nella casa editrice, e sei figli: Ida, Riccardo e Mario dalla prima consorte; Elena, Giuliana e Ludovico (pianista e compositore) dalla seconda.

## Scritti e interviste
- Frammenti di memoria, Collana Osservatorio italiano, Milano, Rizzoli, 1988, ISBN 978-88-178-5350-7. - Roma, Nottetempo, 2009, ISBN 978-88-745-2195-1.
- Severino Cesari, Colloquio con Giulio Einaudi, Roma-Napoli, Theoria, ottobre 1991. - Torino, Einaudi, 2017.
- Tutti i nostri mercoledì, Bellinzona, Casagrande, 2001, ISBN 978-88-771-3346-5.
- Carlo Dionisotti-Giulio Einaudi, «Colloquio coi vecchi libri». Lettere editoriali (1942-1988), a cura di Roberto Cicala, con uno scritto di Cesare Segre, un'intervista di Mauro Bersani a Dionisotti e un ricordo di Guido Davico Bonino, Novara, Interlinea, 2013, ISBN 978-88-821-2644-5.

## Riferimenti nella cultura di massa
- "Giulio Einaudi – Insieme si crea", è un documentario di Giulio Calcinari, andato in onda per "Italiani", programma di Rai Cultura a cura di Paolo Mieli.

## Onorificenze

### Altri riconoscimenti
- Premio Libro d’oro, dall’Associazione italiana editori e dalla Presidenza del Consiglio dei ministri, 1963[3]
- Laurea honoris causa in Lettere moderne, Università di Trento, 1997[4]
- Premio Vittorini per la cultura, 1997[5]
- Laurea honoris causa in Lettere, Università di Torino, 1998[4]